# 博维西奥-马夏戈
博维西奥-马夏戈（義大利語：Bovisio-Masciago）是意大利蒙萨和布里安萨省的一个市镇。总面积4平方公里，人口16657人，人口密度4164.3人/平方公里（2009年）。ISTAT代码为015030。